# European Journal of Organic Chemistry
European Journal of Organic Chemistry è una rivista accademica che si occupa di chimica organica. Nel 2014 il fattore di impatto della rivista era di 3,065.
Nasce nel 1997 dall'unione delle seguenti riviste:
- Liebigs Annalen/Recueil
- Bulletin de la Société Chimique de France
- Bulletin des Sociétés Chimiques Belges
- Gazzetta Chimica Italiana
- Anales de Química
- Chimika Chronika
- Revista Portuguesa de Química
- ACH-Models in Chemistry